# Años 780
Los años 780 o década del 780 empezó el 1 de enero del 780 y terminó el 31 de diciembre del 789.

## Acontecimientos
La  Mezquita de Córdoba habría sido iniciada bajo el reinado del primer emir omeya Abderramán I entre el 780 y el 785.